# Tormásliget
Tormásliget è un comune dell'Ungheria di 357 abitanti (dati 2001). È situato nella contea di Vas.